# John William Ward
John William Ward I conte di Dudley (in inglese 1st Earl of Dudley) (9 agosto 1781 – 6 marzo 1833) è stato un politico britannico, Segretario di Stato per gli affari esteri e del Commonwealth dal 1827 al 1828.
Anche noto come l'Onorevole John Ward dal 1788 al 1823, come Visconte di Dudley e Ward dal 1823 al 1827.

## Origini
Ward era figlio di William Ward, 3° Visconte di Dudley e Ward, e di sua moglie Mary Carver.
Compì i propri studi alla Università di Oxford, prima allo Oriel College nel 1798, poi al Corpus Christi College nel 1800, quale Gentleman Commoner.

## Una lunga carriera da deputato
Entrò alla Camera dei Comuni già nel 1802, come uno dei due rappresentanti del collegio di Downton, nello Wiltshire.  

Tenne questo seggio sino al 1803, quando venne eletto nel collegio del Worcestershire, nelle Midlands Occidentali, già collegio del padre dal 1780 al 1788.  Dal 1806 al 1807 rappresentò il collegio di Petersfield nello Hampshire.
Dal 1807 al 1812 rappresentò il collegio di Wareham nel Dorset.  Dal 1819 al 1823 rappresentò il collegio di Bossiney in Cornovaglia.  Nel 1823 succedette al padre, morto il 25 aprile, nel titolo di pari e ne ereditò il seggio alla Camera dei Lord.

## Ministro degli esteri

### Il succedersi dei governi
Il 10 aprile 1827 entrò in carica quale Segretario di Stato agli Affari Esteri nel governo di George Canning.  Suidicatosi quest'ultimo, l'8 agosto 1827, Ward conservò la carica anche sotto il successore Visconte di Goderich.  Caduto questo il 21 gennaio 1828, Ward restò in carica anche sotto il successore Wellington.  Ma lasciò già nel maggio del 1828, assai prima della caduta di quest'ultimo governo, il 16 novembre 1830.
Secondo gli usi del tempo, in quello stesso 1827 venne ammesso al Consiglio Privato del sovrano Giorgio IV e creato Visconte Ednam (da Ednam nella Contea di Roxburgh), nonché Conte di Dudley, dal Castello di Dudley nella Contea di Stafford.

### La convenzione di Londra del 1827
La sua attività da ministro degli esteri non ha lasciato un gran ricordo. In effetti la politica di quel biennio fu dominata dalla guerra d'indipendenza greca e toccò proprio al Dudley sottoscrivere la fondamentale Convenzione di Londra del 6 luglio 1827, a seguito della quale Regno Unito, Regno di Francia e Impero russo concordarono di costringere l'Impero ottomano a sgombrare la Grecia insorta, conservandovi solo teorici diritti di sovranità e protettorali.
La sostanza della convenzione era già stata negoziata dal Wellington, l'anno prima in missione ufficiosa a San Pietroburgo. A Londra, tuttavia, Ward accettò la richiesta francese di inserire una clausola aggiuntiva e segreta, secondo la quale se la Porta avesse rigettato ogni offerta di compromesso, le tre potenze signatarie avrebbero prestato ai Greci una assistenza effettiva.  Ciò che accadde il successivo 20 ottobre 1827 quando la squadra navale anglo-franco-russa distrusse la flotta turco-egiziana alla battaglia di Navarino.
La situazione, a quel punto si bloccò, con il corpo di spedizione egiziano di Ibrahim saldamente insediato in Morea ma privo di collegamenti con l'Egitto.

### La guerra russo-turca
Wellington disapprovava fortemente Navarino. Temeva l'influenza russa nel vicino oriente ed era ansioso di mantenere la sovranità ottomana sulla Grecia. Ciò mentre altri membri del gabinetto erano assai più ottimisti circa le possibilità del futuribile stato greco di non divenire automaticamente un vassallo di San Pietroburgo. Il risultato fu una politica di temporanea abdicazione nel vicino oriente.
Nell’impasse Ward non seppe impedire lo scoppio della guerra russo-turca, dichiarata nell'aprile 1828. Una situazione che metteva in gioco l'intero assetto dei Balcani, dal momento che, a fronte della avanzata russa nei principati danubiani, le cancellerie si aspettavano, da un momentoall'altro, una 'compensativa' avanzata austriaca su Belgrado e la Serbia.
A quel punto Wellington decise di non potere ulteriormente evitare un suo intervento 'compensativo'.  E decise di agire sulla Grecia, assicurandola al controllo anglo-francese.

## Le dimissioni da ministro degli esteri

### La cacciata deiCanningite
Per fare questo, però, decise di consolidare il proprio governo, cacciandone i ministri più tiepidi.
Si trattava, anzitutto, dei cosiddetti Canningite (dal nome dell'ex-primo ministro George Canning), sorta di Tory di sinistra, in generale meno conservatori del molto conservatore Wellington.  Cinque di essi, almeno, facevano parte del governo: lo stesso Ward, appunto, Palmerston (destinato a ben maggior fortuna), Charles Grant, William Lamb, Visconte Melbourne e William Huskisson.
L'occasione per cacciarli venne in occasione di una disputa circa larappresentanza parlamentare delle neonate città di Manchester e Birmingham (decisamente sottrappresentate alla Camera dei Comuni).  Ma non c'è dubbio che anche lo stallo di politica estera ebbe la sua importanza.

### Conseguenza in politica estera
Accadde così che al Ward succedette l'oggi assai più celebre Conte di Aberdeen.  Che seppe agire rapidamente: il 6 agosto 1828, l'ammiraglio britannico Edward Codrington, sottoscrisse con Mehemet Ali, wali d'Egitto, una convenzione impegnava quest'ultimo a rimpatriare le truppe.  Mentre, il 29-30 agosto 1828, sotto la protezione della flotta britannica, sbarcava a Corone un nutrito corpo di spedizione francese, che chiuse militarmente la partita.
Con in pegno il controllo militare della Grecia, Wellington poté pazientemente attendere la conclusione della guerra russo-turca, il 14 settembre 1829, con il Trattato di Adrianopoli, che produsse risultati tutto sommato non disprezzabili a Londra: l'espansione territoriale russa quasi esclusivamente nel Caucaso, e una prima accettazione formale, da parte della Porta (e, by the way, di San Pietroburgo) della occupazione militare aglo-francese della Grecia.

## Memoria
In tutti questi avvenimenti Ward non ebbe parte, talché appare comprensibile come egli sia mal ricordato in Gran Bretagna.  Di lui si annota, piuttosto, l'interesse nella fondazione della Università di Londra.  Una lettera al Vescovo di Llandaff, pubblicata dal Vescovo Edward Copleston nel 1840.  E, più in generale, le sue qualità di uomo istruito, buono scrittore ed oratore.

## Esito
Ward morì, celibe, il 6 marzo 1833, all'età di 51 anni.  I suoi titoli di Visconte si estinsero alla sua morte, mentre il titolo di Barone Ward passava al secondo cugino, tal Reverendo William Humble Ward.